# Pickford's House Museum
Pickford's House Museum (doslova Muzeum Pickfordova domu) je muzeum v anglickém městě Derby. Jedná se o elegantní dům v georgiánském stylu, který pro svoji rodinu postavil v roce 1770 prominentní architekt Joseph Pickford.
Pickfordovým záměrem bylo kromě ubytování také předvést své umění a dům postavil se záměrem, že mu pomůže získat nové zakázky. Zároveň mu dům sloužil jako sídlo. Vzadu na pozemku měl navíc Pickford pracovní dvůr, ke kterému vede příjezd vpravo od domu.
Předmětem dnešní muzeální výstavy je zařízené obydlí odborníka georgiánské éry. Přízemí je vybavené dobovým nábytkem a jsou zde vystaveny kostýmy z osmnáctého a devatenáctého století. Muzeum je v majetku města Derby a spravuje jej městská rada.